# Schulmädchen-Report. 3. Teil: Was Eltern nicht mal ahnen
Schulmädchen-Report. 3. Teil: Was Eltern nicht mal ahnen ist ein deutscher Sexfilm aus dem Jahr 1972 und wird dem Genre Report-Film zugeordnet. Erstmals wurde der Film am 17. Februar 1972 aufgeführt.

## Handlung
Wie schon in den vorangegangenen Teilen der Filmreihe wird auch dieses Mal in mehreren Episoden, in fast allen Details, auf das Sexualverhalten junger Mädchen eingegangen. Im Gegensatz zu den Teilen 1 und 2, umfasst dieses Werk insgesamt neun Episoden. Wie in dieser Filmreihe üblich, werden die einzelnen Episoden durch gestellte Straßenumfragen zum Thema Sexualität und Sexualmoral im 20. Jahrhundert verknüpft. Begleitet wird auch dieser Film von einem wissenschaftlich anmutenden Off-Sprecher.
Durch einen "Leitfaden zur Sexualität in Jugendlagern" wird eine Jugendgruppe dazu gebracht, gemeinsam nackt baden zu gehen und in der nächsten Nacht die Schlafsäle zu mischen. Die Mädchen sitzen später zusammen am Tisch und erzählen sich gegenseitig Geschichten aus ihrem eigenen Leben oder von dritten. (1) Die 14 Jahre alte Edith Grossmann verlässt wegen Kopfschmerzen den Klassenraum, drei Mitschüler aus der Obersekunda versuchen sie zu vergewaltigen, der Hausmeister Pfeiffer vereitelt den Versuch, bestellt die Schülerin in sein Zimmer und lässt sie sich ausziehen, verlässt das Zimmer und überlässt dem Amtmann Dreyer das halbnackte Mädchen. Nach ihrem Suizid-Versuch nimmt die Polizei ihn wegen seiner dreckigen Geschäfte fest, auch an andere Männer hatte er Mädchen verkauft. (2) Hauptlehrer Johannes Holbach, 30, belästigt seine 14-jährigen Schülerinnen im Unterricht, "verführt zwei Dutzend Schülerinnen", er bestellt eine Schülerin nach der anderen ins Lehrmittelzimmer und lässt sie sich ausziehen, hat Sex mit ihnen. Trotz der großen Zurückhaltung der Schülerinnen, namentlich genannt werden Gisela Mohndorf and Micki Henkels, vor Gericht wird der Lehrer schlussendlich zu 5 Jahren und 7 Monaten verurteilt. (3) Eine knapp 15-Jährige beobachtet ihre Schwester beim Sex und befriedigt sich kurz darauf das erste Mal selbst.  (4) In der ungeschnittenen Fassung folgt eine Inzest-Szene zwischen Renate und ihrem 10 Jahre alten Cousin, die durch ihren Vater beendet wird. In der geschnittenen Fassung fehlt diese Geschichte.  (5) Herr Dr. Schneider lernt Helmi Kurtmann kennen, eine Mitschülerin seines Sohnes Rolf beim Tennis. Sie haben sexuelle Abenteuer miteinander. Als Rolf dies mitbekommt und es Helmis Eltern erzählt, stellt diese die Erlebnisse als Vergewaltigung dar. Die Szene endet mit der Stimme aus dem Off "Der Angeklagte wird von der Anklage der Unzucht mit einem Kind freigesprochen."  (6) Der Automechaniker Werner wird von Margot im Schwimmbad angesprochen und "hat es mit mir gemacht, wann und wo und wie es ihm gerade einfiel, es war richtig demütigend".  (7) Im Zimmer des Oberstudiendirektors versucht dessen Tochter den gleichaltrigen Bernd zum Sex zu animieren. Als sie Schritte hören, versuchen Sie sich nackt im Schrank zu verstecken, in dem schon der Oberstudiendirektor und Fräulein Pfläumchen nackt stehen. Alle vier verstecken sich im Schrank, als die Ehefrau des Oberstudiendirektors zusammen mit dem Hausmeister Meyer erscheint.  (8) Das Paar Heinz und Karla sucht sich auf dem Oktoberfest eine einsame Ecke zum Sex; ein Mann, der ihnen schon länger gefolgt war, erschießt Heinz und vergewaltigt die angeblich 13 Jahre alte Karla in einem Keller. Die Stimme aus dem Off erklärt danach die Eltern wegen unterlassener Aufsichtspflicht zum Schuldigen der Tat des Triebtäters.  (9) Beate Kemper, Bauunternehmer-Tochter, verliebte sich in Peter Baumgartner, der sein Studium in München begann. Die Interventionen ihres Vaters bei seinem Vater zur Verhinderung der Liaison konnten nicht verhindern, dass sie von zu Hause ausreißt und ihn in München besucht. Der vorgetäuschte gemeinschaftliche Suizid lässt die beiden Väter gemeinsam anreisen und sagen: "Das Leben ist zu schön, um es sich von euch kaputt machen zu lassen." 

## Kritik
„Weitere Modellfälle von Verführung, Libertinage und Beinahe-Promiskuität 15- bis 17-jähriger Mädchen. In simplem Kunterbunt wechseln Sexabenteuer mit Ratschlägen zu neuer Moral.“

Die Bundesprüfstelle für jugendgefährdende Medien stufte diesen Film 2018/2019 als kinderpornographisch und jugendpornographisch ein und setzte diesen Film daher auf Liste B.